# Coppa Italia 2010-2011 (hockey su pista)
La Coppa Italia 2010-2011 è stata la 42ª edizione della principale coppa nazionale italiana di hockey su pista. La competizione ha avuto luogo dal 1º ottobre al 23 novembre 2010.
Il trofeo è stato conquistato dal CGC Viareggio per la 1ª volta nella sua storia.

## Formula
Al torneo hanno preso parte 26 squadre: tutte le 14 formazioni iscritte al massimo campionato unitamente ai 12 club della Serie A2. Le finaliste dell'edizione 2009-2010 (CGC Viareggio e Follonica) sono state ammesse di diritto ai gironi di semifinale. Le altre 24 formazioni sono state divise in sei gironi all'italiana di quattro squadre ciascuno. Ogni girone si è svolto con partite di sola andata in sede unica, sul campo di gioco della società miglior offerente.
La prima classificata di ogni raggruppamento si è qualificata per i gironi di semifinale (due gruppi di quattro squadre ciascuno), che si sono svolti con la medesima formula. Tutti gli incontri delle prime due fasi sono stati disputati sulla durata di 40 minuti (anziché i canonici 50).
Le vincenti dei due gironi di semifinale si sono affrontate nella finale, con partite di andata e ritorno.

## Squadre partecipanti
| Serie A1 - AFP Giovinazzo - Amatori Lodi - Bassano 54 - Breganze - CGC Viareggio - Finalista Coppa Italia 2009-2010 - Follonica - Detentore Coppa Italia 2009-2010 - Forte dei Marmi - Marzotto Valdagno - Molfetta - Pordenone 2004 - Prato 1954 - Roller Bassano - Sarzana - Seregno | Serie A2 - Amatori Vercelli - Castiglione - Correggio - Matera - Modena - Sandrigo - Roller 3000 - Roller Salerno - Roller Scandiano - Thiene - Trissino - Villa d'Oro Modena |

## Risultati

### Prima fase

#### Girone A
Il girone A fu disputato a Matera dal 2 al 3 ottobre 2010.
| Squadra         | Pt | G | V | N | P | GF | GS | DG  |
| --------------- | -- | - | - | - | - | -- | -- | --- |
| Molfetta        | 7  | 3 | 2 | 1 | 0 | 31 | 5  | +26 |
| Forte dei Marmi | 7  | 3 | 2 | 1 | 0 | 23 | 8  | +15 |
| Matera          | 3  | 3 | 1 | 0 | 2 | 17 | 12 | +5  |
| Roller Salerno  | 0  | 3 | 0 | 0 | 3 | 2  | 48 | -46 |

| Matera 2 ottobre 2010, ore 19:00 CET | Matera              | 10 – 0 | Roller Salerno | PalaSassi\| Arbitri: \| Barbarisi Strippoli \| |
| Arbitri:                             | Barbarisi Strippoli |        |                |                                                |

| Matera 2 ottobre 2010, ore 21:00 CET | Forte dei Marmi  | 2 – 2 | Molfetta | PalaSassi\| Arbitri: \| Perrone Turturro \| |
| Arbitri:                             | Perrone Turturro |       |          |                                             |

| Matera 3 ottobre 2010, ore 10:00 CET | Forte dei Marmi     | 7 – 4 | Matera | PalaSassi\| Arbitri: \| Barbarisi Strippoli \| |
| Arbitri:                             | Barbarisi Strippoli |       |        |                                                |

| Matera 3 ottobre 2010, ore 12:00 CET | Molfetta         | 24 – 0 | Roller Salerno | PalaSassi\| Arbitri: \| Perrone Turturro \| |
| Arbitri:                             | Perrone Turturro |        |                |                                             |

| Matera 3 ottobre 2010, ore 17:00 CET | Forte dei Marmi  | 14 – 2 | Roller Salerno | PalaSassi\| Arbitri: \| Perrone Turturro \| |
| Arbitri:                             | Perrone Turturro |        |                |                                             |

| Matera 3 ottobre 2010, ore 19:00 CET | Matera              | 3 – 5 | Molfetta | PalaSassi\| Arbitri: \| Barbarisi Strippoli \| |
| Arbitri:                             | Barbarisi Strippoli |       |          |                                                |

#### Girone B
Il girone B fu disputato a Prato dal 2 al 3 ottobre 2010.
| Squadra        | Pt | G | V | N | P | GF | GS | DG  |
| -------------- | -- | - | - | - | - | -- | -- | --- |
| Pordenone 2004 | 9  | 3 | 3 | 0 | 0 | 10 | 4  | +6  |
| Thiene         | 6  | 3 | 2 | 0 | 1 | 18 | 7  | +11 |
| Prato 1954     | 3  | 3 | 1 | 0 | 2 | 3  | 5  | -2  |
| Roller 3000    | 0  | 3 | 0 | 0 | 3 | 4  | 19 | -15 |

| Prato 2 ottobre 2010, ore 14:45 CET | Roller 3000     | 1 – 4 | Pordenone 2004 | PalaRogai\| Arbitri: \| Da Prato Iuorio \| |
| Arbitri:                            | Da Prato Iuorio |       |                |                                            |

| Prato 2 ottobre 2010, ore 16:00 CET | Thiene          | 2 – 1 | Prato 1954 | PalaRogai\| Arbitri: \| Andrisani Marra \| |
| Arbitri:                            | Andrisani Marra |       |            |                                            |

| Prato 2 ottobre 2010, ore 20:30 CET | Roller 3000      | 3 – 14 | Thiene | PalaRogai\| Arbitri: \| Andrisani Iuorio \| |
| Arbitri:                            | Andrisani Iuorio |        |        |                                             |

| Prato 2 ottobre 2010, ore 21:45 CET | Prato 1954     | 1 – 3 | Pordenone 2004 | PalaRogai\| Arbitri: \| Da Prato Marra \| |
| Arbitri:                            | Da Prato Marra |       |                |                                           |

| Prato 3 ottobre 2010, ore 10:00 CET | Pordenone 2004  | 3 – 2 | Thiene | PalaRogai\| Arbitri: \| Da Prato Iuorio \| |
| Arbitri:                            | Da Prato Iuorio |       |        |                                            |

| Prato 3 ottobre 2010, ore 11:15 CET | Prato 1954      | 1 – 0 | Roller 3000 | PalaRogai\| Arbitri: \| Andrisani Marra \| |
| Arbitri:                            | Andrisani Marra |       |             |                                            |

#### Girone C
Il girone C fu disputato a Trissino dal 2 al 3 ottobre 2010.
| Squadra        | Pt | G | V | N | P | GF | GS | DG |
| -------------- | -- | - | - | - | - | -- | -- | -- |
| Sarzana        | 9  | 3 | 3 | 0 | 0 | 14 | 9  | +5 |
| AFP Giovinazzo | 6  | 3 | 2 | 0 | 1 | 14 | 9  | +5 |
| Trissino       | 3  | 3 | 1 | 0 | 2 | 10 | 13 | -3 |
| Correggio      | 0  | 3 | 0 | 0 | 3 | 6  | 13 | -7 |

| Trissino 2 ottobre 2010, ore 20:15 CET | Correggio          | 2 – 3 | AFP Giovinazzo | PalaSinico\| Arbitri: \| Chiminazzo Ferraro \| |
| Arbitri:                               | Chiminazzo Ferraro |       |                |                                                |

| Trissino 2 ottobre 2010, ore 21:30 CET | Trissino         | 2 – 5 | Sarzana | PalaSinico\| Arbitri: \| Giannini Parolin \| |
| Arbitri:                               | Giannini Parolin |       |         |                                              |

| Trissino 3 ottobre 2010, ore 10:00 CET | Sarzana            | 5 – 4 | Correggio | PalaSinico\| Arbitri: \| Chiminazzo Ferraro \| |
| Arbitri:                               | Chiminazzo Ferraro |       |           |                                                |

| Trissino 3 ottobre 2010, ore 11:15 CET | Trissino         | 3 – 8 | AFP Giovinazzo | PalaSinico\| Arbitri: \| Giannini Parolin \| |
| Arbitri:                               | Giannini Parolin |       |                |                                              |

| Trissino 3 ottobre 2010, ore 17:00 CET | Sarzana         | 4 – 3 | AFP Giovinazzo | PalaSinico\| Arbitri: \| Ferraro Parolin \| |
| Arbitri:                               | Ferraro Parolin |       |                |                                             |

| Trissino 3 ottobre 2010, ore 18:15 CET | Trissino            | 5 – 0 | Correggio | PalaSinico\| Arbitri: \| Chiminazzo Giannini \| |
| Arbitri:                               | Chiminazzo Giannini |       |           |                                                 |

#### Girone D
Il girone D fu disputato a Valdagno dall'1 al 2 ottobre 2010.
| Squadra           | Pt | G | V | N | P | GF | GS | DG  |
| ----------------- | -- | - | - | - | - | -- | -- | --- |
| Marzotto Valdagno | 9  | 3 | 3 | 0 | 0 | 28 | 4  | +24 |
| Bassano 54        | 6  | 3 | 2 | 0 | 1 | 24 | 9  | +15 |
| Castiglione       | 3  | 3 | 1 | 0 | 2 | 10 | 20 | -10 |
| Modena            | 0  | 3 | 0 | 0 | 3 | 4  | 33 | -29 |

| Valdagno 1 ottobre 2010, ore 19:30 CET | Modena         | 1 – 12 | Bassano 54 | PalaLido\| Arbitri: \| Eccelsi Fabris \| |
| Arbitri:                               | Eccelsi Fabris |        |            |                                          |

| Valdagno 1 ottobre 2010, ore 21:00 CET | Castiglione  | 0 – 9 | Marzotto Valdagno | PalaLido\| Arbitri: \| Fermi Ramina \| |
| Arbitri:                               | Fermi Ramina |       |                   |                                        |

| Valdagno 2 ottobre 2010, ore 15:00 CET | Marzotto Valdagno | 13 – 1 | Modena | PalaLido\| Arbitri: \| Fermi Ramina \| |
| Arbitri:                               | Fermi Ramina      |        |        |                                        |

| Valdagno 2 ottobre 2010, ore 16:30 CET | Bassano 54     | 9 – 2 | Castiglione | PalaLido\| Arbitri: \| Eccelsi Fabris \| |
| Arbitri:                               | Eccelsi Fabris |       |             |                                          |

| Valdagno 2 ottobre 2010, ore 19:30 CET | Modena        | 2 – 8 | Castiglione | PalaLido\| Arbitri: \| Fabris Ramina \| |
| Arbitri:                               | Fabris Ramina |       |             |                                         |

| Valdagno 2 ottobre 2010, ore 21:00 CET | Marzotto Valdagno | 6 – 3 | Bassano 54 | PalaLido\| Arbitri: \| Fabris Ramina \| |
| Arbitri:                               | Fabris Ramina     |       |            |                                         |

#### Girone E
Il girone E fu disputato a Sandrigo dal 2 al 3 ottobre 2010.
| Squadra          | Pt | G | V | N | P | GF | GS | DG  |
| ---------------- | -- | - | - | - | - | -- | -- | --- |
| Breganze         | 9  | 3 | 3 | 0 | 0 | 18 | 8  | +10 |
| Seregno          | 6  | 3 | 2 | 0 | 1 | 11 | 11 | 0   |
| Sandrigo         | 1  | 3 | 0 | 1 | 2 | 10 | 13 | -3  |
| Roller Scandiano | 1  | 3 | 0 | 1 | 2 | 5  | 12 | -7  |

| Sandrigo 2 ottobre 2010, ore 20:00 CET | Breganze            | 8 – 4 | Seregno | Palasport di Sandrigo\| Arbitri: \| Giombetti Nicoletti \| |
| Arbitri:                               | Giombetti Nicoletti |       |         |                                                            |

| Sandrigo 2 ottobre 2010, ore 21:15 CET | Sandrigo             | 4 – 4 | Roller Scandiano | Palasport di Sandrigo\| Arbitri: \| Di Domenico Uguzzoni \| |
| Arbitri:                               | Di Domenico Uguzzoni |       |                  |                                                             |

| Sandrigo 3 ottobre 2010, ore 10:15 CET | Breganze            | 6 – 1 | Roller Scandiano | Palasport di Sandrigo\| Arbitri: \| Giombetti Nicoletti \| |
| Arbitri:                               | Giombetti Nicoletti |       |                  |                                                            |

| Sandrigo 3 ottobre 2010, ore 11:30 CET | Seregno              | 5 – 3 | Sandrigo | Palasport di Sandrigo\| Arbitri: \| Di Domenico Uguzzoni \| |
| Arbitri:                               | Di Domenico Uguzzoni |       |          |                                                             |

| Sandrigo 3 ottobre 2010, ore 20:00 CET | Seregno             | 2 – 0 | Roller Scandiano | Palasport di Sandrigo\| Arbitri: \| Giombetti Nicoletti \| |
| Arbitri:                               | Giombetti Nicoletti |       |                  |                                                            |

| Sandrigo 3 ottobre 2010, ore 21:15 CET | Breganze             | 4 – 3 | Sandrigo | Palasport di Sandrigo\| Arbitri: \| Di Domenico Uguzzoni \| |
| Arbitri:                               | Di Domenico Uguzzoni |       |          |                                                             |

#### Girone F
Il girone F fu disputato a Lodi dall'1 al 2 ottobre 2010.
| Squadra            | Pt | G | V | N | P | GF | GS | DG  |
| ------------------ | -- | - | - | - | - | -- | -- | --- |
| Amatori Lodi       | 9  | 3 | 3 | 0 | 0 | 16 | 3  | +13 |
| Roller Bassano     | 4  | 3 | 1 | 1 | 1 | 10 | 9  | +1  |
| Villa d'Oro Modena | 4  | 3 | 1 | 1 | 1 | 11 | 19 | -8  |
| Amatori Vercelli   | 0  | 3 | 0 | 0 | 3 | 7  | 13 | -6  |

| Lodi 1 ottobre 2010, ore 20:30 CET | Amatori Lodi  | 3 – 2 | Amatori Vercelli | PalaCastellotti\| Arbitri: \| Corponi Molli \| |
| Arbitri:                           | Corponi Molli |       |                  |                                                |

| Lodi 1 ottobre 2010, ore 22:00 CET | Roller Bassano | 5 – 5 | Villa d'Oro Modena | PalaCastellotti\| Arbitri: \| Fronte Minnone \| |
| Arbitri:                           | Fronte Minnone |       |                    |                                                 |

| Lodi 2 ottobre 2010, ore 15:00 CET | Villa d'Oro Modena | 0 – 10 | Amatori Lodi | PalaCastellotti\| Arbitri: \| Corponi Molli \| |
| Arbitri:                           | Corponi Molli      |        |              |                                                |

| Lodi 2 ottobre 2010, ore 17:00 CET | Amatori Vercelli | 1 – 4 | Roller Bassano | PalaCastellotti\| Arbitri: \| Fronte Minnone \| |
| Arbitri:                           | Fronte Minnone   |       |                |                                                 |

| Lodi 2 ottobre 2010, ore 20:30 CET | Amatori Lodi   | 3 – 1 | Roller Bassano | PalaCastellotti\| Arbitri: \| Corponi Fronte \| |
| Arbitri:                           | Corponi Fronte |       |                |                                                 |

| Lodi 2 ottobre 2010, ore 22:00 CET | Villa d'Oro Modena | 6 – 4 | Amatori Vercelli | PalaCastellotti\| Arbitri: \| Minnone Molli \| |
| Arbitri:                           | Minnone Molli      |       |                  |                                                |

### Seconda fase

#### Girone A
Il girone A fu disputato a Viareggio dal 9 al 10 ottobre 2010.
| Squadra       | Pt | G | V | N | P | GF | GS | DG  |
| ------------- | -- | - | - | - | - | -- | -- | --- |
| CGC Viareggio | 9  | 3 | 3 | 0 | 0 | 21 | 9  | +12 |
| GSH Molfetta  | 6  | 3 | 2 | 0 | 1 | 11 | 14 | -3  |
| Sarzana       | 3  | 3 | 1 | 0 | 2 | 10 | 12 | -2  |
| Breganze      | 0  | 3 | 0 | 0 | 3 | 8  | 15 | -7  |

| Viareggio 9 ottobre 2010, ore 19:30 CET | Sarzana        | 1 – 3 | GSH Molfetta | PalaBarsacchi\| Arbitri: \| Fronte Perrone \| |
| Arbitri:                                | Fronte Perrone |       |              |                                               |

| Viareggio 9 ottobre 2010, ore 21:00 CET | CGC Viareggio     | 5 – 2 | Breganze | PalaBarsacchi\| Arbitri: \| Eccelsi Strippoli \| |
| Arbitri:                                | Eccelsi Strippoli |       |          |                                                  |

| Viareggio 10 ottobre 2010, ore 10:00 CET | Breganze       | 3 – 5 | Sarzana | PalaBarsacchi\| Arbitri: \| Fronte Perrone \| |
| Arbitri:                                 | Fronte Perrone |       |         |                                               |

| Viareggio 10 ottobre 2010, ore 11:30 CET | GSH Molfetta      | 3 – 10 | CGC Viareggio | PalaBarsacchi\| Arbitri: \| Eccelsi Strippoli \| |
| Arbitri:                                 | Eccelsi Strippoli |        |               |                                                  |

| Viareggio 10 ottobre 2010, ore 19:30 CET | Breganze       | 3 – 5 | GSH Molfetta | PalaBarsacchi\| Arbitri: \| Fronte Perrone \| |
| Arbitri:                                 | Fronte Perrone |       |              |                                               |

| Viareggio 10 ottobre 2010, ore 21:00 CET | CGC Viareggio     | 6 – 4 | Sarzana | PalaBarsacchi\| Arbitri: \| Eccelsi Strippoli \| |
| Arbitri:                                 | Eccelsi Strippoli |       |         |                                                  |

#### Girone B
Il girone B fu disputato a Valdagno dall'8 al 10 ottobre 2010.
| Squadra           | Pt | G | V | N | P | GF | GS | DG  |
| ----------------- | -- | - | - | - | - | -- | -- | --- |
| Marzotto Valdagno | 9  | 3 | 3 | 0 | 0 | 21 | 8  | +13 |
| Amatori Lodi      | 6  | 3 | 2 | 0 | 1 | 9  | 8  | +1  |
| Follonica         | 3  | 3 | 1 | 0 | 2 | 9  | 10 | -1  |
| Pordenone 2004    | 0  | 3 | 0 | 0 | 3 | 5  | 18 | -13 |

| Valdagno 8 ottobre 2010, ore 19:30 CET | Pordenone 2004  | 2 – 3 | Amatori Lodi | PalaLido\| Arbitri: \| Corponi Parolin \| |
| Arbitri:                               | Corponi Parolin |       |              |                                           |

| Valdagno 8 ottobre 2010, ore 21:00 CET | Follonica         | 2 – 7 | Marzotto Valdagno | PalaLido\| Arbitri: \| Di Domenico Fermi \| |
| Arbitri:                               | Di Domenico Fermi |       |                   |                                             |

| Valdagno 9 ottobre 2010, ore 19:30 CET | Amatori Lodi | 3 – 2 | Follonica | PalaLido\| Arbitri: \| Davoli Fermi \| |
| Arbitri:                               | Davoli Fermi |       |           |                                        |

| Valdagno 9 ottobre 2010, ore 21:00 CET | Marzotto Valdagno   | 10 – 3 | Pordenone 2004 | PalaLido\| Arbitri: \| Di Domenico Parolin \| |
| Arbitri:                               | Di Domenico Parolin |        |                |                                               |

| Valdagno 10 ottobre 2010, ore 16:30 CET | Pordenone 2004     | 0 – 5 | Follonica | PalaLido\| Arbitri: \| Davoli Di Domenico \| |
| Arbitri:                                | Davoli Di Domenico |       |           |                                              |

| Valdagno 10 ottobre 2010, ore 18:00 CET | Marzotto Valdagno | 4 – 3 | Amatori Lodi | PalaLido\| Arbitri: \| Fermi Parolin \| |
| Arbitri:                                | Fermi Parolin     |       |              |                                         |

### Finale
| Arbitro: | Eccelsi (Novara) |

|                                                                      |            |                                                                                |
| M. Bertolucci 3'19" 42'16" D. Motaran 27'05" 49'48" D. Farran 40'05" | Marcatori  | 9'59" 41'34" D. Rigo 23'31" C. Nicolia 31'24" J. Travasino 41'46" M. Tataranni |
| Massimo Mariotti                                                     | Allenatori | Gaetano Marozin                                                                |

| Arbitro: | Fermi (Piacenza) |

|                                               |            |                                                                    |
| V. Antezza 0'56" 11'34" D. Rigo 42'04" 44'25" | Marcatori  | 15'57" D. Farran 29'11" 39'41" 58'52" D. Motaran 37'03" A. Orlandi |
| Gaetano Marozin                               | Allenatori | Massimo Mariotti                                                   |